# Maitland Island
Maitland Island är en ö i Kanada.   Den ligger i Regional District of Kitimat-Stikine och provinsen British Columbia, i den västra delen av landet, 3 900 km väster om huvudstaden Ottawa. Arean är 42 kvadratkilometer.
Öns högsta punkt är 989 meter över havet. Den sträcker sig 10,8 kilometer i nord-sydlig riktning, och 14,9 kilometer i öst-västlig riktning.
I omgivningarna runt Maitland Island växer i huvudsak barrskog. Trakten runt Maitland Island är nära nog obefolkad, med mindre än två invånare per kvadratkilometer. Inlandsklimat råder i trakten. Årsmedeltemperaturen i trakten är 1 °C. Den varmaste månaden är augusti, då medeltemperaturen är 13 °C, och den kallaste är november, med −5 °C.